# TV Slovenija 1
TV Slovenija 1 (TV SLO 1) – pierwszy kanał słoweńskiej telewizji publicznej (Radiotelevizija Slovenija). Został uruchomiony w 1958 roku.